# Far Cry 4
Far Cry 4 är ett förstapersonsskjutarspel som utvecklades av Ubisoft Montreal och blev utgivet av Ubisoft till konsolerna PlayStation 3, PlayStation 4, Xbox 360, Xbox One och Microsoft Windows 2014.

## Handling
Efter sin mors död reser Ajay Ghale till sitt hemland Kyrat för att uppfylla hennes önskan om att hennes aska skulle spridas där. Strax efter att Ajay anlänt till regionen attackeras hans buss av Kyrats regeringsstyrkor. Ajay och hans guide Darpan blir sedan bortförda av Pagan Min, landets excentriske och våldsamme kung. Pagan för Ajay till De Pleurs fästning, där han indikerar att han kände hans mor och att han under en tid hade ett romantiskt förhållande med henne. Efter att Pagan lämnat Ajay ensam i några minuter flyr han med sin mors aska. Under sin flykt möter han Sabal, en av ledarna för revolutionsgruppen Golden Path som Ajays far hade grundat. Han möter senare gruppens andra ledare, Amita, som till en början är skeptisk till Ajays assistans. Ajay går med på att gå med i Golden Path och hjälpa dem att frigöra Kyrat från Pagans styre.

## Rollfigurer
- Pagan Min – Den självutnämnde kungen över Kyrat och spelets huvudantagonist. Han är ledare över den militanta styrkan som kallas Royal Guard, vars mål är att motverka befolkningens revolution mot hans rike (The Golden Path). Figurens röst framfördes av Troy Baker.
- Ajay Ghale – Spelets protagonist. Ajay reser till Kyrat för att uppfylla sin mors sista önskan innan hon dog om att hennes aska skulle spridas någonstans i regionen. Figurens röst framfördes av James A. Woods.
- Amita – Amita är, tillsammans med Sabal, en av ledarna över The Golden Path. Till skillnad från Sabal, som strävar efter att bevara regionens traditioner, strävar Amita efter att modernisera den. Figurens röst framfördes av Janina Gavankar.
- Sabal – Amitas ärkerival. Han har helt andra planer än Amita när det gäller Kyrats eventuella befrielse från Pagans styre. Figurens röst framfördes av Naveen Andrews.
- Bhadra – En tonårig flicka som är medlem i Golden Path. Figurens röst framfördes av Dharini Woollcombe.
- Willis Huntley - En CIA-agent som ger information till Ajay om rebeller och sidor från Ajays fars dagbok i utbyte mot att Ajay dödar Yumas löjtnanter. Figurens röst framfördes av Alain Goulem.
- Longinus – En allierad som ger Ajay de vapen och hjälpmedel han behöver. Figurens röst framfördes av Emerson Brooks.
- Yuma Lau – Den sekundära befälhavaren över Royal Guard, liksom spelets sekundära antagonist. Figurens röst framfördes av Gwendoline Yeo.
- Noore Najjar – Vice härskare över Kyrat. Hon övervakar Kyrats narkotikahandel och driver även Shanath Arena. Figurens röst framfördes av Mylène Dinh-Robic.
- Paul "De Pleur" Harmon – General över Royal Guard som rapporterar deras handlingar till huvudskurken Pagan. Figurens röst framfördes av Travis Willingham.
- Rabi Ray Rana – Ger Ajay fyra uppdrag att förstöra Pagan Mins propagandacenter. Figurens röst framfördes av Hasan Minhaj.

## Utveckling
Far Cry 4 utvecklades av Ubisoft Montreal som tog över produktionen av Far Cry-serien efter att Far Cry: Instincts släpptes 2005. Ytterligare arbete utfördes av Ubisoft Toronto, Red Storm Entertainment, Ubisoft Shanghai och Ubisoft Kyiv.
Det fiktiva landet Kyrat är baserat på Himalayaregionen, med länder som Indien, Nepal och Tibet.